# ニューズクリエイト
株式会社ニューズクリエイト（英称：NEWZCREATE）は、テレビ番組の調査や出演者、情報などの提供を業務とする制作協力会社である。

## 主要取引先
- 日本テレビ放送網株式会社
- 株式会社TBSテレビ
- 株式会社フジテレビジョン
- 株式会社テレビ朝日
- 株式会社テレビ東京

## 所属スタッフ
- 湯原圭介
- 岩間丈倫 https://i-industries.jp/
- 鎌田明
- 森健

など
主な調査担当番組

### 現在
NHK-BS
- 駅ピアノ・空港ピアノ・街角ピアノ

TBS系列
- バナナマンのせっかくグルメ!!
- ウチの子、ニッポンで元気ですか?

テレビ朝日系列
- 激レアさんを連れてきた。
- 裸の少年

フジテレビ系列
- 所JAPAN

テレビ東京系列
- 追跡LIVE! Sports ウォッチャー
- 日経スペシャル ガイアの夜明け
- デカ盛りハンター
- 土曜スペシャル
- 日曜ビッグバラエティ

日本テレビ系列
- 真相報道 バンキシャ!
- NEWS ZERO → news zero
- ものまねグランプリ
- 大阪ほんわかテレビ（読売テレビ）

### 過去
日本テレビ系列
- キスだけじゃイヤッ!
- ザ!情報ツウ
- スーパーテレビ情報最前線
- NNNニュースプラス1
- ニュース朝いち430
- ザ・ワイド
- きょうの出来事
- 進ぬ!電波少年
- Oha!4 NEWS LIVE
- おネエ★MANS
- くちコミ☆ジョニー!
- モクスペ
- NNN Newsリアルタイム

TBS系列
- 所さんのニッポンの出番!
- はなまるマーケット
- スーパーフライデー
- さんまのスーパーからくりTV
- UN街
- ガチンコ!
- ジャスト
- ベストタイム
- THE 1億分の8（毎日放送）

フジテレビ系列
- カスペ!
- スーパーニュース
- 発掘!あるある大事典
- ビューティーコロシアム
- 検定ジャポン
- エチカの鏡〜ココロにキクTV〜

テレビ朝日系列
- サンドウィッチマン&芦田愛菜の博士ちゃん
- かみひとえ
- 運命のひと押し 〜ここで印鑑を押しますか?〜
- 人生の楽園
- 週刊プレイガール
- スーパーモーニング
- 堂本剛の正直しんどい
- 豪邸・珍邸・こだわりの家 自慢の我が家大公開
- 目撃!ドキュン
- スイスペ!
- 女神のアンテナ
- 松岡修造の情熱チャージ 熱血!ホンキ応援団
- ラブちぇん（メーテレ）

テレビ東京系列
- ソロモン流
- Crossroad (テレビ番組)
- 和風総本家
- ありえへん∞世界
- 極嬢ヂカラ
- 未来シティ研究所
- 住まいの極意
- えぐら開運堂
- 月曜エンタぁテイメント
- レディス4
- TVチャンピオン
- 愛の貧乏脱出大作戦
- 失踪人を探せ!スペシャル
- 大丈夫!!わが家の財産
- 徳光和夫の情報スピリッツ
- 新説!?日本ミステリー
- メデューサの瞳 〜人を見抜く天才たち〜
- 決着!歴史ミステリー
- Hi! Hey! Say!
- ザ・逆流リサーチャーズ